# Ponte de Portos
A Ponte de Portos é uma ponte do século XIX situada sobre o Rio Portos (afluente da Ribeira da Varziela), localizada nas proximidades das brandas de Portos de Cima e Portos de Baixo, a 6 km a leste do centro de Castro Laboreiro, município de Melgaço, Distrito de Viana do Castelo. Inserida dentro do perímetro do Parque Nacional da Peneda-Gerês e integrada na rede de caminhos que ligava Castro Laboreiro à Galiza, entre campos de cultivo e delimitada por muros, devido ao seu aspecto rústico é também conhecida como Ponte Celta de Portos, sendo erroneamente atribuída a sua datação à Idade do Ferro.

## Características
Ponte de tabuleiro horizontal, sustentado por quatro pilares, assentes nos afloramentos rochosos, e de guarda baixa, formada por pedras irregulares. De planta rectangular irregular, apresenta cinco olhais ou vãos em arco angular, sendo compostos pela sobreposição de grandes e pequenos blocos de granito, sob a alvenaria de pedra, que sustenta o tabuleiro.